# Tập tầm vông
Tập tầm vông là một bài đồng dao phổ biến khắp Bắc, Trung, Nam nhại theo âm trống tầm vông / tâm vinh (gọi theo Nghệ An) tức trống cơm:
Tập tầm vông
Chị có chồng / ý hiểu chị có chồng và có gia đình riêng tư như bao người
Em có vợ / em cũng có gia đình như chị
Chị ăn cá / ý chỉ định người chị ăn cá và để lại xương như bao người hay ăn
Em mút xương / vì lo nghĩ phí phạm nên người em ăn nốt mảng thịt còn bám trên xương
Chị ăn kẹo / *chưa cụ thể rõ
Em ăn bánh / *chưa cụ thể rõ
Chị ở Lò Gốm / *chưa cụ thể rõ
Em ở Bến / *chưa cụ thể rõ
Chị trồng hành / *chưa cụ thể rõ
Em trồng tỏi / *chưa cụ thể rõ
Chị nuôi mẹ / vì công ăn việc làm ổn định nên nuôi mẹ
Em nuôi cha / vì công ăn việc làm ổn định nên nuôi cha
Cách chơi hiện nay của trò này là hai người chơi ngồi đối mặt nhau, vừa hát vừa theo nhịp đập lòng bàn tay vào nhau: hoặc đập thẳng, hoặc đập chéo, hoặc một cao một hạ thấp, hoặc kết hợp nhiều cách khác nhau. Nói chung, cách chơi rất giống trò Thìa la thìa lảy đây.

## Khảo dị
Có một lời khác của Tập tầm vông:
Tập tầm vông, tay không tay có
Tập tầm vó, tay có tay không
Mời các bạn đoán sao cho trúng,
Tập tầm vó đố tay nào có, tay nào không
Có có, không không.
Cách chơi: Hai người ngồi đối diện nhau, một người giấu một vật trong lòng bàn tay và vừa hát vừa múa vòng tay, kết thúc câu hát thì dừng lại và người kia đoán vật được giấu trong tay nào